# Gravyr
Gravyr är en inristad teckning eller text på ett föremål, som i regel är i metall, glas eller liknande hårt material. Arbetet att skapa en gravyr kallas gravering och verktyg som används är vanligen sticklar och mejslar. För gravering av glas används en koppartrissa.
Om materialet är sten, kallas det hela gem.
Inom konsten kan gravyr syfta på ett tryck gjort efter en graverad metallplåt. 

## Gravyr och etsning
Gravyr är ett resultat av gravering i ett hårt material. Detta ska skiljas från etsning, där man nyttjar en liknande etsnål för att skapa kanaler ner till etsplåten genom ett täckande och syrabeständigt skikt av vax, asfalt och mastix (harts). Själva etsningen görs med hjälp av en syra (ofta salpetersyra, "Holländska badet" eller järnklorid) som fräter sig in i etsplåten på de ställen där etsnålen blottat plåten.